# André Malraux
André Malraux (Parigi, 3 novembre 1901 – Créteil, 23 novembre 1976) è stato uno scrittore e politico francese.

## Biografia

### Infanzia e Indocina

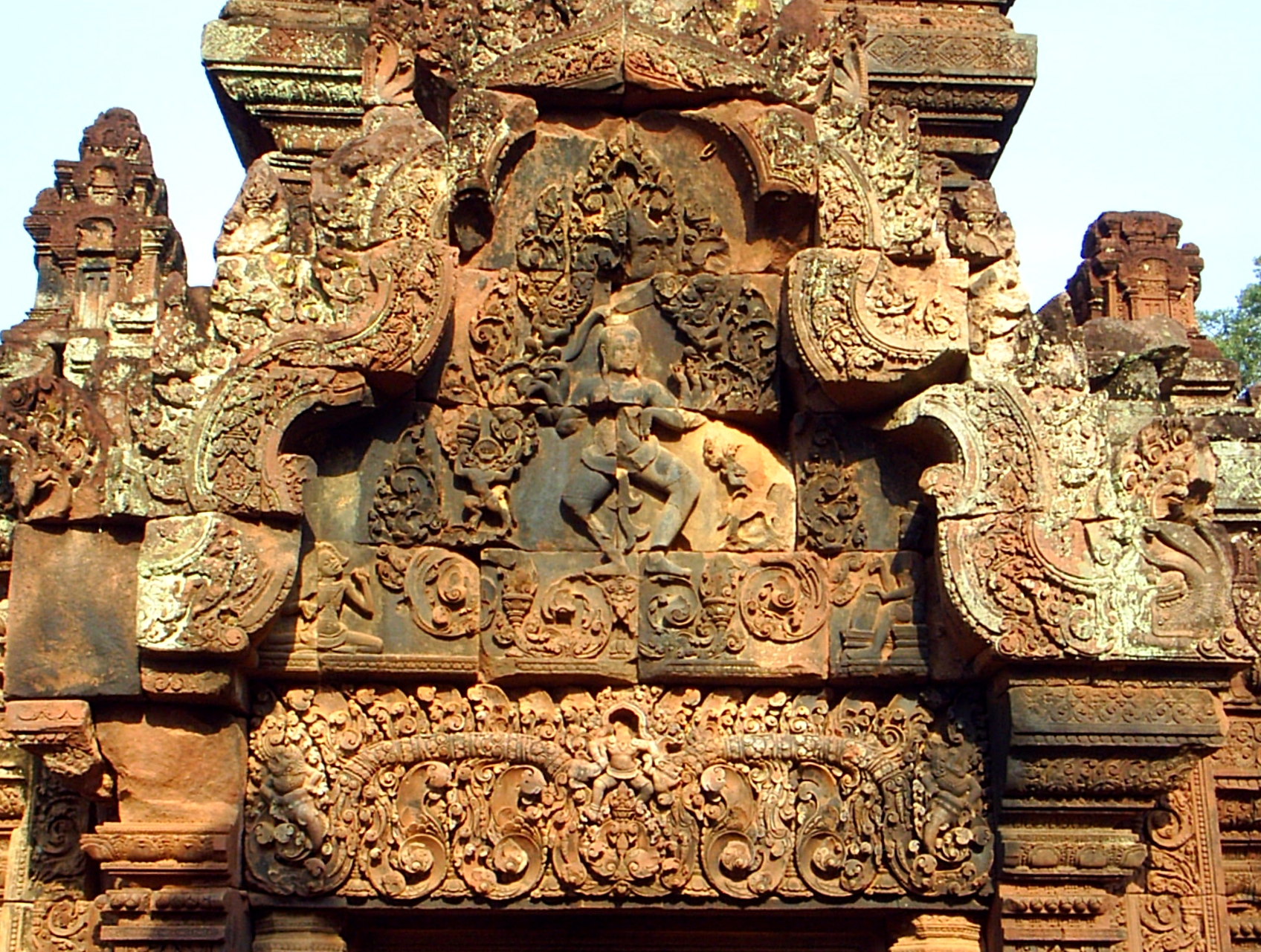
Esterno del tempio di Banteay Srei

Nacque a Parigi il 3 novembre 1901 al n. 53 di rue Damrémont da Fernand Georges Malraux (1875-1930) e da Berthe Félicie Lamy (1877-1932). Dopo una infanzia passata con la madre e la nonna a Bondy, di cui non parlerà mai con nessuno o diffonderà notizie inesatte (Antimémoires, 1967), André Malraux entra alla École des Langues orientales e frequenta gli ambienti artistici parigini.
Nel 1921 si sposa con Clara Goldschmidt, ricca ereditiera di una famiglia ebraica di origini tedesche. Alcuni investimenti errati in borsa dilapidano però la fortuna della moglie; Malraux pensa allora a un viaggio in Indocina dove recuperare reperti archeologici per rivenderli in Francia. Arrivato in Cambogia insieme a Clara, rimuovono un bassorilievo dal tempio di Banteay Srei per rivenderlo ad un collezionista. Scoperto, viene condannato nel luglio 1924 a tre anni di prigione. Clara in Francia mobilita in difesa del marito molti intellettuali parigini, quali Marcel Arland, Louis Aragon, André Breton, François Mauriac, André Gide e Max Jacob che si impegnano per far ridurre la pena a Malraux, che può rientrare in Francia nel novembre 1924. Nel 1930 pubblicherà La voie royale, un romanzo d'avventura ampiamente ispirato a questi avvenimenti. Anche Clara scriverà una autobiografia sull'avventura indocinese e sulla sua vita con Malraux di cui dopo il matrimonio prenderà il cognome.
Nel gennaio del 1925 torna in Indocina, dove si dedica all'attività di giornalismo dando vita a un giornale di opposizione al governo coloniale francese. Conosce in quel periodo da vicino i personaggi e gli ambienti che preparano l'insurrezione a Shanghai, che sarà il tema del suo successivo romanzo, La condition humaine. Nell'estate 1931 André Malraux e Clara aiutano il militante comunista Jean Cremet a ritornare in Europa con una nuova identità (diventerà uno dei personaggi principali di La condition humaine). Appassionato di archeologia, compie anche una missione nel Laos e si mette al servizio dei comunisti cinesi. Nel 1933 La condition humaine vince il Premio Goncourt (cfr.: Guido Piovene - André Malraux, Premio Goncourt, in 'Pan', n.4/1934 - saggio di eccezionale importanza cognitiva sui primordi di nichilismo esistenziale nella vita e nell'opera del giovane Malraux).

### Gli anni trenta e la Spagna
Milita contro il fascismo e il nazismo; le sue posizioni politiche sono poco definibili: conosce Trockij, ma è considerato un "compagno di strada" dei comunisti. Compie alcuni viaggi in Unione Sovietica.
Nel 1936, allo scoppio della guerra civile spagnola, si attiva a favore del governo repubblicano. Appassionato di aviazione e sfruttando l'appoggio di Pierre Cot e Jean Moulin, recupera alcuni apparecchi francesi e forma la Escuadrilla España, guidandola in zona di guerra e partecipando alle missioni. Quando i repubblicani iniziano a costituire un esercito vero e proprio, la squadriglia di Malraux, come tutte le milizie spontanee e non inquadrate, perde importanza e viene progressivamente emarginata. Viaggia negli Stati Uniti con la speranza di trovare fondi per i repubblicani. Rientra definitivamente in Francia nel gennaio 1939, poco prima della caduta definitiva del governo repubblicano.

### Seconda guerra mondiale
Allo scoppio della seconda guerra mondiale, è arruolato nei carristi su sua richiesta. Viene fatto prigioniero dai tedeschi nel giugno 1940. Evaso dalla prigionia pochi mesi dopo, con l'aiuto del suo fratellastro Roland, è riluttante a entrare nella Resistenza; pensa che la guerra potrà essere vinta solo quando entreranno nel conflitto gli Stati Uniti. Si decide all'azione solo nel 1943, dopo che Roland, già partigiano, è arrestato dai tedeschi in Dordogna. Organizza, anche grazie all'appoggio di emissari britannici, un gruppo di partigiani in Dordogna. Nel 1944 viene ferito durante un'azione dai tedeschi e quindi catturato dalla Gestapo, trasferito da una prigione all'altra fino a Tolosa per un interrogatorio. Si scopre libero quando i tedeschi lasciano la città. Finisce la guerra al comando della Brigade « Alsace-Lorraine ». Riceve la Médaille de la Résistance, la Croix de Guerre e la British Distinguished Service Order.

### Ministro con De Gaulle
Diventa uno degli uomini più vicini a Charles De Gaulle. È ministro della Propaganda e dell'Informazione dal novembre 1945 al gennaio 1946 nel governo De Gaulle. Resta al fianco del generale, aderendo al suo movimento politico Raggruppamento del Popolo Francese (Rassemblement du peuple français) nel periodo 1946-1958 (la "traversata del deserto"), in cui De Gaulle, ritiratosi a Colombey-les-Deux-Églises, assume posizioni virulentemente critiche nei confronti della Quarta Repubblica francese. Il ritorno al potere del generale nel maggio 1958 e la conseguente istituzione della Quinta Repubblica francese faranno di Malraux il "cantore" del gollismo. Dopo aver preso parte al governo De Gaulle che precederà l'elezione di quest'ultimo alla presidenza della Repubblica, diventa ministro di Stato nel gennaio 1959; nel luglio dello stesso anno è nominato anche ministro della cultura, incarico creato appositamente per lui e che conserverà ininterrottamente fino al giugno 1969.
Da ministro, Malraux adotta una politica di "grandeur" e di opere sociali. Sebbene in un governo conservatore, Malraux non rinnega il suo passato di uomo di sinistra: il suo discorso contro François Mitterrand nel dicembre 1965 lo dimostra ("lei non era nemmeno in Spagna", rinfaccia a Mitterrand). In reazione al disimpegno della Terza Repubblica francese, e riprendendo alcune istanze del Fronte Popolare, fa della cultura un affare di Stato. È infatti l'iniziatore delle Maisons de Jeunes et de la Culture che marcarono profondamente la vita nei Comuni e nei quartieri durante molti decenni.
Da questo movimento culturale è praticamente esclusa la letteratura, a beneficio di arti che hanno più effetto sulle masse, realizzate grazie alle competenze artistiche di Malraux e alle sue numerose amicizie con artisti di primo piano (Matisse, Braque, Picasso, Giacometti): commissiona il soffitto del teatro dell'Odéon a André Masson, quello de l'Opéra di Parigi a Marc Chagall, invia la Gioconda negli Stati Uniti e fa restaurare il palazzo di Versailles e il Museo d'arte moderna di Le Havre che verrà intitolato a suo nome. Malraux compie sforzi enormi per far splendere la cultura francese nel mondo. Questa amministrazione statale dell'arte, questa volontà di produrre cultura con forti investimenti pubblici, è stata giudicata in modo contrastato; lo storico Marc Fumaroli la ritiene il grande funerale nichilista della cultura francese: il dopoguerra francese è (a differenza degli anni della Terza Repubblica, che non avevano una politica culturale sistematica) un deserto artistico che lo Stato francese ha tentato di dissimulare a colpi di eventi culturali. Altri tuttavia, come Philippe Poirrier, fanno notare, al di là della mediocrità del panorama culturale francese in quegli anni, alcune innovazioni importanti quali il nuovo ruolo dello Stato nella promozione culturale e il tentativo di democratizzare la cultura.
Fermamente a favore del disimpegno francese dall'Algeria, nel 1962 la sua abitazione è bersaglio di un attentato al "plastico" dell'OAS. Malraux non è in casa al momento dello scoppio, ma rimane gravemente ferita la figlia di 4 anni dei proprietari dell'abitazione, Delphine Renard.
Le scarse conoscenze di Malraux in campo musicale lo porteranno invece a scelte tradizionaliste. In rotta con la gestione conservatrice del responsabile della musica del ministero della cultura Marcel Landowski, Pierre Boulez abbandona la Francia sbattendo la porta e si trasferisce a Darmstadt. Tornerà in patria solo nel 1969, richiamato dal presidente Georges Pompidou.
Grande oratore, nel dicembre 1964 nel corso della traslazione delle ceneri di Jean Moulin al Panthéon pronuncia un'orazione di una tale intensità da far venire i brividi al vasto pubblico radunato sulla piazza: "Aujourd'hui, jeunesse, puisses-tu penser à cet homme comme tu aurais approché tes mains de sa pauvre face informe du dernier jour, de ses lèvres qui n'avaient pas parlé ; ce jour-là, elle était le visage de la France" (Oggi, gioventù, possa tu pensare a questo uomo come se stessi avvicinando le mani al suo povero volto informe nell'ultimo giorno, alle sue labbra che non avevano parlato; quel giorno, egli è stato il volto della Francia). A quelle parole, lo stesso generale De Gaulle, uomo notoriamente di ghiaccio, non riuscirà a nascondere la sua emozione.
Nel corso della sua vita, segnata anche da pesanti lutti (Josette Clotis, sua compagna dopo la separazione da Clara, muore in circostanze drammatiche nel 1944, quindi perde i due figli in un incidente automobilistico nel 1961), Malraux ha incontrato le grandi personalità del mondo politico contemporaneo (Mao Zedong, John F. Kennedy e Jawaharlal Nehru ad esempio) e ha mantenuto un dialogo costante con i grandi artisti: Pablo Picasso, Marc Chagall, Georges Braque, Maurice de Vlaminck, André Derain, Fernand Léger, Jean Cocteau, André Gide, Max Jacob, Pierre Reverdy e Louise de Vilmorin che fu la sua ultima compagna.

### Fratellanza e umanesimo
Malraux non si è mai sentito legato da un dogma, e attraverso le sue mutazioni è rimasto fedele alla necessità di sorpassare sé stesso, a questo eroismo duro che esclude ogni ricorso a utopie consolatrici. Agnostico, ha messo nell'arte (ad esempio nell'idea di un museo immaginario che riproponesse l'arte con le sue relazioni e metamorfosi) il solo elemento grandioso a portata dell'uomo, la sua unica chance di immortalità. Per questo fratellanza e umanesimo sono il cuore della sua vita e delle sue opere:
« L'humanisme (...) c'est dire : nous avons refusé ce que voulait en nous la bête, et nous voulons retrouver l'homme partout où nous avons trouvé ce qui l'écrase. » (Les voix du silence)
(L'umanesimo, vuol dire: abbiamo rifiutato quello che la bestia in noi voleva, e vogliamo ritrovare l'uomo ovunque sia stato schiacciato)

### Restaurazione dell'ordine
Grazie alla legge del 4 agosto 1962, conosciuta come "legge Malraux" e soprattutto dopo il decreto del 13 luglio successivo che costituisce la prima fase della sua messa in pratica, i vecchi quartieri delle antiche città francesi, le piccole stradine medievali che incantano i turisti in visita, saranno salvate dalla sporcizia e dall'abbandono.
Una politica all'avanguardia di "messa in valore" del patrimonio urbanistico che purtroppo non sempre è riuscita a salvare alcuni contesti ma che ha aperto comunque la strada agli sgravi fiscali per i lavori di ristrutturazione e ripulitura di edifici d'epoca.
Se il maggio francese è per lui solo un'illusione lirica, definisce comunque gli eventi come una "vera crisi di civiltà". Lo vediamo in testa alla manifestazione di quelli che reclamano la restaurazione dell'ordine all'Arc de Triomphe il 30 maggio. Malraux non ha mai cessato di identificare questo ordine con la persona e le opere di de Gaulle: dopo le dimissioni del generale dalla presidenza della Repubblica nell'aprile 1969 e la successiva l'elezione di Georges Pompidou, decide di non entrare nel nuovo governo di Jacques Chaban-Delmas.
Gli ultimi anni della sua vita sono caratterizzati da progressivi peggioramenti delle sue condizioni di salute. Nel 1974 sostiene la candidatura a presidente della repubblica di Chaban-Delmas, ma ad una trasmissione televisiva in cui è ospite con quest'ultimo si presenta visibilmente ubriaco, suscitando lo scherno degli avversari e l'imbarazzo del partito gollista. L'immagine di Chaban-Delmas ne esce tanto compromessa da indurre i gollisti a trasferire i propri voti su Valéry Giscard d'Estaing, mentre Malraux viene allontanato dal partito. All'alcolismo e alle conseguenze degli oppiacei assunti durante il suo soggiorno in Oriente si aggiunge l'accentuarsi della sindrome di Tourette, che lo portano ad assumere atteggiamenti sempre più stravaganti. Alla sua morte, nel 1976, avrà omaggi rispettosi anche in Italia.

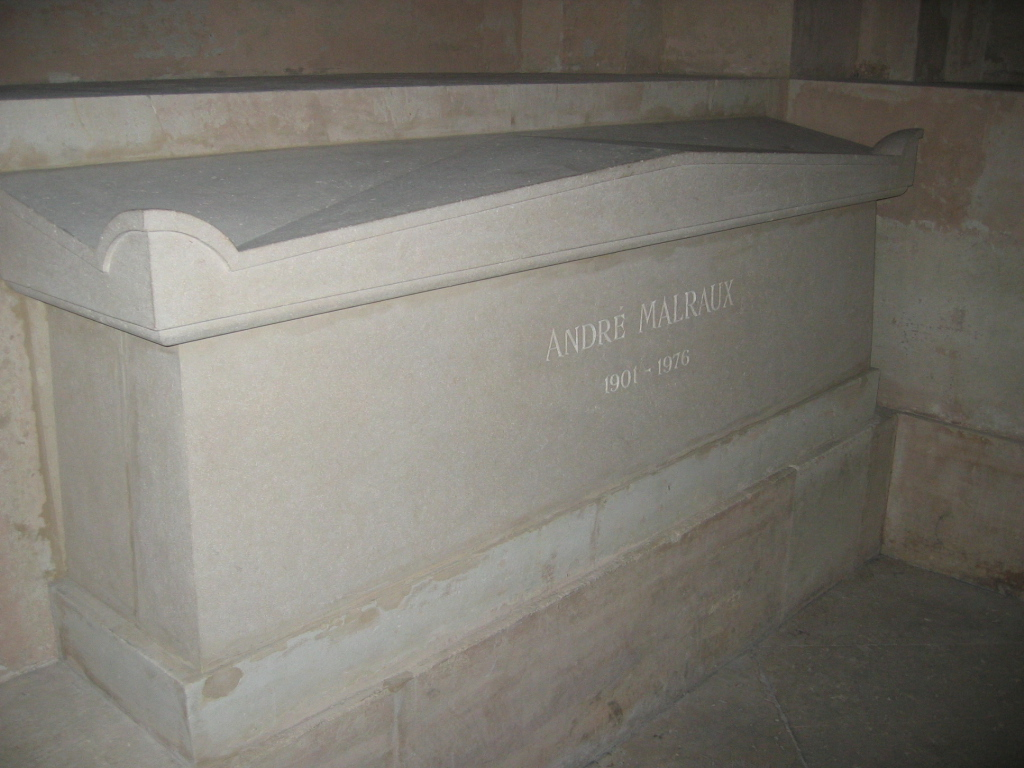
La tomba di Malraux al Panthéon di Parigi.

Resterà un mito tra i gollisti che lo hanno potuto conoscere nel suo splendore. Jacques Chirac, eletto presidente della Repubblica nel 1995, l'anno successivo fa trasportare la salma di Malraux al Panthéon di Parigi, nel corso di una cerimonia solenne in cui non mancheranno i riferimenti alla nota passione dello scrittore per i gatti.

## Opere (parziale)
- La tentazione dell'occidente (La tentation de l'occident), 1926
- Les conquérants, 1928
- La via dei Re (La voie royale), 1930
- La condizione umana (La condition humaine), 1933, vincitore del Prix Goncourt
- Le temps du mépris, 1935
- La speranza (L'Espoir), 1937
- Sul cinema. Appunti per una psicologia (Esquisse d'une psychologie du cinéma), 1946
- Les voix du silence, 1951
- Le Musée Imaginaire 1947, 1965
- Rembrandt et nous,1956
- Antimemorie (Antimémoires), 1967
- Les chênes qu'on abat, 1971
- La Corde et les Souris, 1973
- Le Mirroir des Limbes, 1976
- Carnet dell'Urss (Carnet d'URSS. 1934), 2007